# Бряг Греъм
Бряг Греъм (на английски: Graham Coast) е част от крайбрежието на Западна Антарктида, в средната част на западния сектор на Земя Греъм, простиращ се между 64°40’ и 66°30’ ю.ш. и 62°50’ и 66° з.д. Брегът заема средната част от западното крайбрежие на Земя Греъм, покрай източните брегове на море Белингсхаузен, част от тихоокеанския сектор на Южния океан. На юг граничи с Брега Лубе, а на североизток – с Брега Данко на Земя Греъм. Крайбрежието му е силно разчленено от множество заливи – Овер, Барилари, Биго, Бискочи и др., полуострови и крайбрежни острови Анверс, северната част на островите Биско и др., отделени от континента чрез протоците Грандидие, Бисмарк, Неймаер и др.
Повсеместно е покрит с дебела ледена броня, над която стърчат отделни оголени върхове и нунатаки, от които към бреговете се спускат малки и къси планински ледници.
Тази част от крайбрежието на Земя Греъм е открито през февруари 1832 г. от британската антарктическа експедиция, ръководена от Джон Биско и е наименувано Бряг Греъм в чест на тогавашния първи лорд на Британското Адмиралтейство Джеймс Греъм (1792 – 1861). На брега Греъм са разположени украинската антарктическа станция Вернадски, чилийската Гонзалес и аржентинската Браун, а на близкия остров Анверс – чилийската Йелчо и американската Палмер.